# 수요일의 전쟁
《수요일의 전쟁》(영어: The Wednesday Wars)은 2007년에 미국에서 출간된 소설이다. 2008년에는 대한민국에서도 번역되어 출판되었다. 뉴베리 아너 상을 수상하였다. 베트남 전쟁이 벌어지던 시기인 1967년부터 1968년까지가 주 배경이다.

## 등장인물
- 홀링 후드후드: 중학생 주인공.
- 메릴 리 코왈스키: 홀링의 여자친구.
- 헤더 후드후드: 홀링의 고등학생 히피 누나.
- 베이커 선생님: 홀링의 담임선생님.
- 대니 허퍼: 홀링의 친구.
- 더그 스위텍: 홀링의 친구.